# 橐離國
橐離國，夫余的建國者東明王的出身地，位置在夫余以北。
日本歷史家內藤湖南曾說此國是在松花江支流上的達斡爾族王國。

## 歷史
最早提及橐離的是在東漢人王充的論衡中吉驗篇，說到夫余的建國者(東明王)來自這王國。
三國志和後漢書也曾提及此王國。